# Josep Maria Marquès i Sabater
Josep Maria Marquès i Sabater (Barcelona, 2 de novembre de 1877 – 7 de maig de 1956) fou doctor en filosofia i lletres, pedagog i historiador català.
Com a continuador del seu pare, dirigí durant molts anys l'anomenat Col·legi Peninsular de Sant Antoni, situat prop de la capella de Marcús, a la Barcelona vella, per al qual escrigué diversos llibres per a l'ensenyament. Fou president del Gremi de Professors Particulars de Catalunya.
L'any 1909, durant la Setmana Tràgica de Barcelona, intervingué en nombrosos actes d'afirmació catòlica, i més tard en mítings contra la Llei del cadenat i els projectes de Canalejas en contra de l'ensenyament confessional.
Tradicionalista per herència i per convicció, formà part de la Junta provincial del Partit Tradicionalista a Barcelona, i més tard (1914) de la Junta regional que presidia Miquel Junyent i Rovira. Col·laborà en diaris i setmanaris del partit. Pronuncià discursos i conferències a tots els Cercles de Catalunya, i fou nomenat president del Cercle de la Portaferrissa.
Feu una activíssima campanya en contra de l'agregació de Sarrià al municipi de Barcelona.
A les eleccions provincials de 1919 la Comunió Tradicionalista el presentà com a candidat a diputat provincial i sortí elegit a la circumscripció de Barcelona per una aclaparadora majoria de vots. Des de la seva proclamació el 2 d'agost de 1919 fins al 31 de juliol del 1923, i dins de la Mancomunitat de Catalunya, formà part de la Comissió d'Hisenda, de la Junta del Cens de Població, i de la Junta d'Instrucció Pública i Belles Arts.
Va organitzar els actes d'entronització del Sagrat Cor de Jesús en el Cercle Central, i va donar suport als Divendres blancs de la Joventut Tradicionalista. L'any 1921 tingué part activa en l'Assemblea Nacional Tradicionalista celebrada a Saragossa. Jaume de Borbó el distingí en diverses ocasions amb autògrafs i diverses proves de confiança, en reconeixement de la seva dedicació a la fe, la religió i les tradicions durant més de vint-i-cinc anys.
Estigué casat amb Dolors Torra Balari.

## Obres
- Nociones elementales de Historia de España Barcelona: La escolar, 1912
- Geografía General Barcelona: La escolar, 192x